# Список архиереев Русской православной старообрядческой церкви
Список митрополитов, архиепископов и епископов Русской православной старообрядческой церкви (РПСЦ) с 1849 года. Список разделён на две части — ныне живущие архиереи и умершие архиереи.
На 22 октября 2024 года Русская православная старообрядческая церковь насчитывает 8 архиереев. Из них один — предстоятель в сане митрополита, один архиепископ и шесть епископов.
Старейший по возрасту архиерей РПСЦ — епископ Евмений (Михеев) (83 года, родился 17 мая 1942 года), младший — епископ Андрей (Кладиев) (46 лет, родился 7 марта 1979 года).

## Ныне живущие

### Правящие
митрополит
- Корнилий (Титов), митрополит Московский и всея Руси (8 мая 2005; на кафедре с 23 октября 2005 года)

архиепископ
- Никодим (Ковалёв), архиепископ Киевский и всея Украины (11 декабря 2016; на кафедре со дня хиротонии[1])

епископы
- Евмений (Михеев), епископ Кишинёвский и всея Молдавии (2 января 2005; на кафедре со дня хиротонии)
- Викентий (Новожилов), епископ Ярославский и Костромской (6 марта 2011; на кафедре со дня хиротонии)
- Евфимий (Дубинов), епископ Казанский и Вятский (7 августа 2011; на кафедре со дня хиротонии)
- Григорий (Коробейников), епископ Томско-Енисейский (25 октября 2015; на кафедре со дня хиротонии)
- Сава (Чаловский), епископ Казахстанский (23 октября 2016; на кафедре со дня хиротонии)
- Андрей (Кладиев), епископ Самарский и Саратовский (21 октября 2018; на кафедре со дня хиротонии)

### Бывшие архиереи
- Герман (Савельев) (рукоположён 19 мая 1996 в РДЦ; 25 декабря 2004 принят в РПСЦ; 17 октября 2008 года лишён сана)
- Амвросий (Герцог) (рукоположён 27 октября 2002; 19 октября 2005 перешёл в РПСЦ в Румынии; 20 июня 2007 сложил сан)

## Умершие

### Предстоятели
архиепископы Московские и всея Руси
- Антоний (Шутов) (3 февраля 1853 — 8 ноября 1881)
- Саватий (Лёвшин) (10 октября 1882 — 19 марта 1898)
- Иоанн (Картушин) (16 октября 1898 — 24 апреля 1915)
- Мелетий (Картушин) (30 августа 1915 — 4 июня 1934)
- Иринарх (Парфёнов) (апрель 1941 — 7 марта 1952)
- Флавиан (Слесарев) (16 марта 1952 — 25 декабря 1960)
- Иосиф (Моржаков) (19 февраля 1961 — 3 ноября 1970)
- Никодим (Латышев) (24 октября 1971 — 11 февраля 1986)

митрополиты Московские и всея Руси
- Алимпий (Гусев) (6 июля 1986 — 31 декабря 2003)
- Андриан (Четвергов) (12 февраля 2004 — 10 августа 2005)

### Епархиальные архиереи
- Александр (Богатенко), епископ Рязанский и Егорьевский (ум. 2 января 1928)
- Александр (Чунин), епископ Волго-Донский и Кавказский (ум. 11 мая 1970)
- Алексий (Середкин), епископ Самарский и Симбирский (ум. 26 апреля 1899)
- Амвросий (Гераськов), епископ Саратовский (ум. 1886)
- Амфилохий (Журавлёв), епископ Пермско-Свердловский и Миасский (ум. 20 октября 1937)
- Анастасий (Лебедев), епископ Измаилский (ум. 14 февраля 1906)
- Анастасий (Кононов), епископ Донской и Кавказский (ум. 27 марта 1986)
- Анатолий, епископ Балтский (ум. 1873)
- Андриан (Бердышев), епископ Семипалатинский и Миасский (ум. июнь 1934),
- Антоний (Паромов) епископ Пермский и Тобольский; канонизирован (ум. 5 сентября 1918)
- Арсений (Швецов), епископ Уральский и Оренбургский (ум. 1908)
- Арсений (Давыдов), епископ Минусинский, Тувинский и Семипалатинский (ум. 20.09.1937)
- Арсений (Лысов), епископ Измаилский (ум. 8.07.1960)[2][3]
- Афанасий, епископ Молдавский[4]
- Афанасий (Кулибин), епископ Саратовский (ум. 1865)
- Афанасий (Федотов), епископ Иркутско-Амурский (ум. 05.04.1938)
- Варлаам (Рымарёв), епископ Балтский (ум. 1868),
- Вениамин (Агольцов), епископ Клинцовский и Новозыбковский (ум. 1962)
- Викентий (Никитин), епископ Кавказский (ум. 30 марта 1938)
- Виктор (Лютиков), епископ Уральский (ум. 1897)
- Виталий (Бажанов), епископ Петроградский и Тверской (ум. 14 марта 1906)
- Геннадий (Беляев), епископ Пермский (ум. 1892),
- Геннадий (Лакомкин), епископ Донской (ум. 1933),
- Герасим, епископ Вятский (рукоположён неокружниками в 1880 году; присоединился в 1884 году; умер ок. 1897)[5]
- Геронтий (Лакомкин), епископ Ярославский и Костромской
- Гурий (Спирин), епископ Нижегородский и Костромской (ум. 1937),
- Евлогий (Алгазин), епископ Уральский и Оренбургский (ум. 1916),
- Евтихий (Кузьмин), епископ Киевский, Винницкий и Одесский (ум. 1990),
- Ермоген (Перфилов), епископ Киевский (ум. 1915),
- Зосима (Еремеев), архиепископ Донской и Кавказский (ум. 15 августа 2023)
- Иннокентий (Усов), епископ Нижегородский и Костромской (ум. 3 февраля 1942)
- Иоаникий (Исаичев), епископ Саратовский и Астраханский (ум. 1937),
- Иоаникий (Иванов), епископ Пермский и Тобольский (ум. 17 мая 1930),
- Иоанн (Витушкин), архиепископ Ярославский и Костромской (ум. 25 мая 2010)
- Иоасаф (Журавлёв), епископ Томский и Алтайский (ум. 15 ноября 1919),
- Иоасаф (Зеленкин), епископ Казанский и Вятский (ум. 1912),
- Иоасаф (Карпов), епископ Клинцовский и Новозыбковский (ум. 26 мая 1973),
- Иов (Зрянин), епископ Кавказский и Донской (ум. 1872),
- Иона (Александров), епископ Калужский и Смоленский (ум. 1912),
- Иосиф (Антипин), епископ Иркутский и всея Восточныя Сибири (ум. 1 января 1927)
- Ипатий (Басо-Скоков), епископ Ярославско-Вологодский и Олонецко-Архангельский (ум. 29 марта 1922),
- Иринарх (Лапшин), еп. Ярославский и Костромской (ум. 1902),
- Иринарх (Парфёнов) (ум. 23 февр. 1952)
- Иринарх (Вологжанин), епископ Киевский, Винницкий и Одесский (ум. 1973)
- Каллист (Макаров), епископ Владимирский и Ивано-Вознесенский (ум. 4 декабря 1931)
- Кирил (Мухин), епископ Нижегородский (ум. 22 декабря 1903)
- Кирилл (Политов), епископ Одесский и Бессарабский (ум. 12 августа 1927)
- Климент (Москвин), епископ Самарский, Симбирский и Уфимский (ум. 26 июня 1921)
- Конон (Дураков), епископ Новозыбковский (ум. 21 января 1884)
- Константин (Коровин), епископ Оренбургский и Пермский (ум. 18 сентября 1881),
- Мефодий (Екимов), епископ Пермский (ум. 10 мая 1898)
- Михаил (Кузнецов), епископ Новозыбковский (ум. 27 сентября 1910)
- Михаил (Семёнов), епископ Канадский (ум. 27 октября 1916)
- Павел (Силаев), епископ Калужский и Смоленский, + 27 ноября 1920
- Паисий (Лапшин), епископ Саратовский и Астраханский (ум. 30 апреля 1907)
- Паисий (Петров), епископ (ум. в кон. 1942 — нач. 1943)
- Патермуфий (Артемихин), епископ Иркутско-Забайкальский (ум. 22 октября 2024)
- Пафнутий (Шикин), епископ Казанский (ум. 22 декабря 1890)
- Пётр (Иванов), епископ Измаилский (ум. 5 июля 1916)
- Порфирий (Маничев), епископ Самарский, Симбирский и Уфимский (ум. 2 июня 1912)
- Рафаил (Варопаев), епископ Харьковский и Киевский (ум. 11 октября 1937)
- Саватий (Козко), архиепископ Киевский и всея Украины (ум. 8 июля 2016)
- Савва (Ананьев), епископ Калужский, Смоленский и Брянский (ум. 3 июня 1945)
- Савватий (Никитин), епископ Ярославский, Вологодский и Архангельский (ум. 12 марта 1933)
- Сильвестр (Малышев), епископ Новозыбковский и Балтский (ум. 1906)
- Сергий (Кулагин), епископ Уральский и Оренбургский (ум. ок. 1936)
- Силуян (Килин), епископ Новосибирский и всей Сибири (ум. 5 ноября 2021)
- Силуян (Мороз), епископ Кавказский (ум. 17 декабря 1902)
- Тимон (Домашов), епископ Кишенёвский и Молдавский (ум. 26 февраля 1991)
- Тихон (Сухов), епископ Томский и Алтайский (ум. 2 декабря 1938)
- Феодосий (Быков), епископ Томский и Алтайский (ум. 1909)
- Феодосий (Моноков), епископ Терский и Кавказский (ум. 12 января 1928)
- Филарет (Паршиков), епископ Казанский и Вятский (ум. 21 октября 1930),
- Флавиан (Разуваев), епископ Новозыбковский и Гомельский (ум. ок. 1933).

### бывшие архиереи
- Софроний (Жиров), бывший епископ Симбирский (рукоположён 3 января 1849; 29 июля 1863 извержен из сана; ум. 1879)
- Пафнутий (Овчинников), бывший епископ Коломенский (рукоположён 20 сентября 1858; перешёл в юрисдикцию Синодальной церкви, возвратился назад в старообрядчество, но уже как иеромонах; ум. 1907)
- Макарий (Лукоянов), бывший епископ (рукоположён неокружниками, в 1879 году перешёл под омофор Московской архиепископии, но после 1881 года отделился от неё)[5]
- Михаил (Захарьичев), бывший епископ Самарский, Симбирский и Уфимский (рукоположён 6 декабря 1924; 5 октября 1925 года извержен из сана; умер 28 июля 1930)
- Иннокентий (Силкин), епископ Донецко-Донской и Кавказский (хиротонисан 10 марта 1952; извержен из сана 18 июня 1958; ум. 26 июля 1965)[6]